# Bjarne Henriksen
Bjarne Henriksen (n. 18 de enero de 1959) es un actor danés.

## Filmografía

### Cine
- Hold om mig (2010)
- Fräulein Stinnes fährt um die Welt (2009)
- DeUsynlige (2008)
- En enkelt til Korsør (2008)
- Den du frygter (2008)
- Island (2007)
- Irene Huss: Tatuerad torso (2007)
- Paragraf 15 (2007)
- Hjemve (2007)
- Kunsten at græde i kor (2006)
- Lotto (2006)
- Kinamand (2005)
- Af banen (2005)
- Kongekabale (2004)
- Simon (2004)
- Møgunger (2003)
- Torremolinos 73 (2003)
- Monas verden (2001)
- Postkort fra Mars (2001)
- Woyzecks sidste symfoni (2001)
- Meningen med Flemming (2001)
- Dykkerne (2000)
- Slip hestene løs (2000)
- Fruen på Hamre (2000)
- På fremmed mark (2000)
- Pizza King (1999)
- Besat (1999)
- Seth (1999)
- Den bedste af alle verdener (1999)
- Det sublime (1999)
- Festen (1998)
- Motello (1998)
- Når mor kommer hjem (1998)
- Let's Get Lost (1997)
- Den sidste viking (1997)
- Sinans bryllup (1997)
- De største helte (1996)
- Portland (1996)
- Ondt blod (1996)
- Anton (1996)
- Hjerter i slør (1992)

### Televisión
- Ulven kommer (Cry Wolf) (2020)

- Buzz Aldrin, hvor ble det av deg i alt mylderet? (2010)
- Blekingegade (2009-2010)
- Historietimen (2009)
- Mørk & Jul (2009)
- Forbrydelsen (2007)
- Medicinmannen (2005)
- Billy Boy 900: Vampyrkysset (2004)
- Krøniken (2004)
- Rejseholdet (2003-2004)
- Nikolaj og Julie (2003)
- Plan B (2002)
- Hotellet (2000-2002)
- Arsenik og gamle kniplinger (2002)
- D-dag - Den færdige film (2001)
- Rederiet (2001)
- Sidste brev fra Stalingrad (2000)
- Edderkoppen(2000)
- D-dag - Lise (2000)
- D-dag - Carl (2000)
- D-dag - Boris (2000)
- D-dag (2000)
- D-dag - Niels-Henning (2000)
- Dybt vand (1999)
- Brødrene Mortensens jul (1998)
- Taxa (1997-1998)
- Hjerteflimmer (1998)
- Guitarracisten (1990)